# Uyên ương (thức uống)
Uyên ương (tiếng Trung: 鴛鴦, thường được phiên âm theo cách phát âm tiếng Quảng Đông là yuenyeung, yinyeung, hoặc yinyong), yuanyang (trong tiếng Quan Thoại) là loại thức uống rất phổ biến ở Hồng Kông.
Uyên ương là sự kết hợp độc đáo giữa cà phê và hồng trà. Theo Cục Dịch vụ Văn hóa và Giải trí Hồng Kông, hỗn hợp này bao gồm ba phần cà phê và bảy phần trà sữa Hồng Kông uống nóng hoặc lạnh đều được. Tuy nhiên, cách thức sản xuất nó có thể khác nhau giữa các nhà cung cấp và khu vực.
Ban đầu đồ uống này bắt nguồn từ dai pai dong (quán ăn đường phố ngoài trời) và cha chaan teng (quán ăn bình dân), nhưng hiện nay đã có mặt ở nhiều loại nhà hàng khác nhau.

## Từ nguyên
Cái tên Uyên ương, dùng để chỉ loài vịt Uyên ương (yuanyang), là biểu tượng của tình yêu vợ chồng trong văn hóa Trung Quốc, vì những con chim này thường xuất hiện theo cặp và con đực và con cái trông rất khác nhau. Ý nghĩa giống nhau về một "cặp" hai thứ không giống nhau được dùng để đặt tên cho món này.